# Escàs
Escàs és un poble del terme municipal de Rialp, a la comarca del Pallars Sobirà. Pertanyia a l'antic municipi de Surp.
És situat a 1.003,1 m alt, en un coster a l'esquerra del Riu de Caregue, a llevant del lloc on aquest riu es troba amb lo Rialbo per tal de formar el Riu de Sall.
El poble té l'església de Santa Coloma, sufragània de Sant Martí de Caregue.

## Etimologia
Joan Coromines atribueix l'origen d'Escàs no a l'adjectiu romànic escàs (avar, mesquí), sinó a una arrel basca, aska (vall, fossat, pastera...) amb el sufix -asse (paratge).

## Geografia

### El poble d'Escàs

#### Les cases del poble[2]
| - Casa Donzell - Casa Cardaire - Casa Casó - Casa Coix | - Casa Lendo - Casa Jana - Casa Madó - Casa Guinsall | - Casa Poblaire - Casa Peritx - Casa Pulit - Casa Peró |  |  |

## Història

### Edat antiga
Procedeix d'Escàs una destral de pedra polida, neolítica, conservada a la col·lecció Sala Molas de Vic.

### Edat moderna
En el fogatge del 1553, Scas declara 8 focs laics, uns 40 habitants.

### Edat contemporània
Pascual Madoz dedica un article del seu Diccionario geográfico... a Escàs. Hi diu que és una localitat amb ajuntament situada en el vessant d'una muntanya elevada amb exposició al sud; la combaten tots els vents. El clima hi és una mica fred, i produeix inflamacions i pulmonies. Tenia en aquell moment 9 cases i una font per a provisió dels seus habitants. L'església de Santa Coloma és annexa de la de Caregue. Les terres són fluixes, pedregoses i muntanyoses, en general de mala qualitat, i a la part nord hi ha alguns boscos poblats de pins. S'hi collia sègol, fenc, patates i mongetes. S'hi criava bestiar vacum i de llana. Hi havia caça de conills, llebres i perdius i pesca de truites. Comptava amb 7 veïns (caps de casa) i 43 ànimes (habitants).